# Костира Софроній Андрійович
Софро́ній Андрі́йович Кости́ра (1897, с. Русанів, Остерський повіт, Чернігівська губернія — 11 грудня 1917, Київ) — молодший урядник 5-ї сотні Гайдамацького Гетьмана Сагайдачного полку Військ Центральної Ради.
Загинув 11 грудня 1917 року в Києві у збройній сутичці з більшовиками — під час роззброєння червоногвардійського підрозділу. Поховав священик Микола Смирнов 12 грудня на Звіринецькому кладовищі в Києві, імовірно, на Монастирському секторі. Розташування могили та її збереженість невідомі.
25 грудня 2015 року на честь урядника назвали вулицю в Броварах.